# Ротинян, Александр Леонович
Александр Леонович Ротиня́н (1913 — 1991) — советский электрохимик. 

## Биография
Родился 13 августа 1913 года в Санкт-Петербурге. Сын физико-химика Левона Ротиняна.
Окончил химический факультет Ереванского политехнического института (1935) и аспирантуру ЛПИ имени М. И. Калинина (1938).
В 1930-е годы был известен как шахматный композитор. В 1937 году исключен из шахматной федерации за публикацию в немецком журнале «Швальбе».
В 1938—1941 годах — доцент кафедры физической химии Новочеркасского политехнического института.
В 1941—1945 годах — служил в РККА, участник Великой Отечественной войны: командир взвода управления бронепоезда на Ленинградском фронте, начальник химической службы части. 
В 1945—1961 годах — заместитель директора по научной работе НИИПИ «Гипроникель».
Доктор технических наук (1952), профессор (1960).
Совместно с В. Л. Хейфецем сформулировал теорию совместного разряда ионов основного металла и примесей.
С 1960 года — профессор кафедры электрохимии ЛТИ имени Ленсовета, в 1969—1986 годах — заведующий кафедрой.
Умер 30 марта 1991 года. Похоронен на Комаровском кладбище.

## Работы
- «Прикладная электрохимия» (1974),
- «Теоретическая электрохимия» (1981),
- «Прикладная электрохимия» (1962, 1967)
- «Основы металлургии»
- «Оптимизация производства хлора».

## Награды и премии
- Сталинская премия второй степени (1950)— за разработку и освоение технологического процесса промышленного получения металла
- орден Отечественной войны II степени (6.4.1985) [5].
- медали